# 航海の唄
航海の唄（こうかいのうた）は日本のミュージシャン・さユりの7枚目のシングル。2019年11月27日にアリオラジャパンから発売された。

## 概要
表題曲「航海の唄」は、テレビアニメ「僕のヒーローアカデミア」のエンディングテーマに起用され、2019年10月26日に先行配信を開始、ミュージックビデオのshort ver.がYouTubeにて公開された。
発売形態は、通常盤、初回生産限定盤、期間生産限定盤の3形態。通常盤と初回生産限定盤には「酸欠少女さユりカード」が付属しており、期間生産限定盤には、初回仕様のみにTVアニメ「僕のヒーローアカデミア」アニメキャラカードが2種封入されており、「僕のヒーローアカデミア」アニメ描き下ろしジャケットデジパック仕様となっている。

## 収録内容

### 通常盤
1. 航海の唄
2. フラン-弾き語りver.-

### 初回生産限定盤
- CD

1. 航海の唄
2. オーロラソース
3. トイ-弾き語りver.-

- DVD
  - 1st 全国ツアー「ミカヅキの航海2017〜夜明けの全国ツアー〜」
  - 渋谷TSUTAYA O-EASTライブダイジェスト映像

### 期間生産限定盤
- CD

1. 航海の唄
2. 日向雨-弾き語りver.-
3. 航海の唄-TVアニメ「僕のヒーローアカデミア」ED ver.-

- DVD
  - TVアニメ「僕のヒーローアカデミア」ノンクレジット（歌詞入り）ED映像

## カバー
- 白鳥胡桃（深川瑠華） - 2023年10月19日にゲーム『D4DJ Groovy Mix』に追加収録[3]。

## 「About a Voyage」World Edition EP
「航海の唄」含む4曲を収録。日本を除く全世界に向けて、ニューヨーク時間2019年11月29日午前0時から、ミランレコーズより配信された。これまでも海外で活動をしてきたが、本格的な世界デビューとなった。

### 収録曲
1. About a Voyage（航海の唄）
2. A Billion Year（十億年）
3. Honey & Circus （蜂と見世物）
4. Eyes Mismatched in Colour（オッドアイ）

### 航海の唄
- Spotify
- Apple Music
- LINE music
- レコチョク
- mora

### "About a Voyage" World Edition EP
- Spotify
- Apple Music
- Amazon Music
- KKBOX